# Анна Юркщович
А̀нна Малгожа̀та Юркщо̀вич-Дембска (на полски: Anna Małgorzata Jurksztowicz-Dębska) (5 август 1963 г., Шчечин) е полска певица и продуцентка.

## Биография
Анна Юркщович завършва отдела по пеене към Средното музикално училище в Шчечин. Първата ѝ изява като певица е през 1975 г., след като се присъединява към любителския вокален състав за старинна музика Musicus Poloniensis, в който пее до 1980 г. От 1980 до 1984 г. е вокалистка на шчечинската група „Мюзик Маркет“, която се изявява в стиловете госпъл и спиричуъл. През 1980, 1981 и 1984 г. участва на Конкурса по традиционен джаз „Злота Тарка“.
Работи заедно с оркестъра на Збигнев Гурни към Полското радио и телевизия и с групата „Сами Свои“. През 80-те години се изявява с групата „Болтер“. Участва в телевизионни рецитали: Ballady jazzowe („Джазови балади“), Gospel i spirituals („Госпъл и спиричуъл“), както и Jazz Production. Работи също и с познанския състав „Спиричуълс енд Госпъл Сингърс“. С тези групи осъществява записи за архива на Полското радио, изнася концерти в Полша и чужбина (ГДР, СССР, Швеция).
Първата ѝ изява като самостоятелна певица е през 1985 г. на 22-рото издание на Националния фестивал на полската песен в Ополе (НФПП), на което получава Първа награда за песента Diamentowy kolczyk („Диамантената обеца“) по музика на Кшешимир Дембски и текст на Яцек Циган. Песента е включена в първия ѝ самостоятелен албум Dziękuje, nie tańczę („Благодаря, не танцувам“), издаден през 1986 г. Всички песни в него са написани от двамата автори, а хит става песента Stan pogody („Състояние на времето“).
Представя Полша на редица чуждестранни фестивали и конкурси: на Шлагерния фестивал в Дрезден през 1986 г., на който получава наградата на Комитета за естрадно изкуство на ГДР, фестивала в Кюрасао през 1988 г., на конкурса за млади изпълнители в Юрмала през 1989 г., на балтийския песенен фестивал в Карлсхамн през 1990 г.
На 4 октомври 2020 г. издава юбилейния си студиен албум Jestem taka sama („Същата съм“), с който отбелязва 35 години творческа дейност. От него две песни стават сингли: Kochanie, ja nie wiem („Любов, аз не знам“), изпълнена в дует с Анджей Пясечни, и едноименната Jestem taka sama, която певицата изпълнява по време на концерта „Премиери“ на 57-ото издание на НФПП в Ополе на 6 октомври. Дискът съдържа 14 нови композиции по музика на Кшищоф Напюковски и Кшешимир Дембски, както и с текстове на Яцек Циган, Анджей Сарамонович, Михал Заблоцки и Патриция Кошаркевич.

## Личен живот
Тя е втората съпруга на композитора Кшешимир Дембски. Двамата имат две деца: Раджимир Дембски – композитор, и Мария Дембска – актриса.

## Дискография
Студийни албуми
- 1986 – Dziękuje, nie tańczę
- 1987 – Gdy śliczna Panna
- 1992 – Kochaj mnie zwyczajnie
- 2014 – Poza czasem: Muzyka duszy
- 2018 – O miłości, ptakach i złych chłopakach
- 2020 – Jestem taka sama

## Награди и отличия
- 1981 – награда на Конкурса за традиционен джаз „Злота Тарка“ във Варшава;
- 1984 – Първа награда за групи за „Мюзик Маркет“ на „Злота Тарка“;
- 1985 – награда „Карол Мушал“ и Първа награда, присъдени по време на 22-рото издание НФПП в Ополе за песента Diamentowy kolczyk;
- 1986 – награда за изпълнение на Шлагерния фестивал в Дрезден;
- 1988 – Втора награда на 25-ото издание на НФПП в Ополе в концерта „Премиери“ за песента Będzie tak, jak jest („Ще бъде, както е“);
- 1991 – Втора награда на 28-ото издание на НФПП в Ополе в концерта „Премиери“ за песента Muszelko, ratuj mnie („Раковино, спаси ме“)
- 1992 – Втора награда на 29-ото издание на НФПП в Ополе в концерта „Премиери“ за песента Ja samba („Аз съм самба“);
- 2020 – награда за цялостно творчество, присъдена по време на 57-ото издание на НФПП в Ополе.